# Cesare Mori

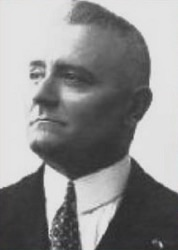
Cesare Mori

Cesare Mori (bijnaam : de IJzeren Prefect) (Pavia, 22 december 1871 - Udine, 5 juli 1942) was prefect van Palermo van 1925 tot 1929 en lid van de Italiaanse senaat van 1928 tot aan zijn dood. Hij is bekend als de man, die de Italiaanse maffia op Sicilië tijdens het Italiaans fascistisch tijdperk uitroeide.

## Levensloop
Cesare Mori groeide op als wees. Hij studeerde aan de Turijnse militaire academie en na zijn studies vervoegde hij de Italiaanse politie. Na de Eerste Wereldoorlog werd hij naar Sicilië gestuurd om daar de criminaliteit aan te pakken. De arrestatie van 300 mensen in een nacht in Caltabellotta maakte zijn reputatie. In 1921 werd hij perfect van Bologna en na de Mars op Rome in 1922 door Benito Mussolini trok hij zich terug.
In 1924 moedigde de minister van Binnenlandse Zaken Luigi Federzoni zijn terugkeer aan en hij werd lid van de fascistische partij. Op 20 oktober 1925, stelde Mussolini hem aan tot prefect van Palermo, met speciale bevoegdheden over het hele eiland Sicilië en de missie om de maffia met alle mogelijke middelen uit te roeien. In een telegram schreef Mussolini aan Mori: Uwe Excellentie heeft carte blanche, het gezag van de staat moet absoluut, ik herhaal absoluut, op Sicilië worden hersteld. Mochten de wetten die momenteel van kracht zijn u hinderen, dan is dat geen probleem, wij zullen nieuwe wetten maken.
Zijn bekendste actie vond plaats in januari 1926 in het plaatsje Gangi waar hij een huis-aan-huis razzia uitvoerde en eindigde in een massa-arrestatie. Mori's methoden waren soms vergelijkbaar met die van de maffia. Hij arresteerde niet alleen de bandieten, maar probeerde ze ook te vernederen. Hij probeerde aan te tonen dat een sterke centrale autoriteit kon wedijveren met de maffia en de mensen laten zien dat de maffia niet hun enige optie was voor bescherming. Hij vond bewijzen van hoe de maffia werkte en nam hun eigendom en vee in beslag. Dit deed hij met name bij Giuseppe Andaloro uit de 'bende Andaloro'. Toen hij aantoonde dat er collusie was tussen de maffia en invloedrijke leden van het staatsapparaat en de fascistische partij kwam zijn positie in gedrang. Onder het voorwendsel dat de enorme hoeveelheden papierwerk om de processen voor te bereiden te veel energie opslorpte, werd hij in 1929 overgeplaatst en weggepromoveerd als senator. Officieel was de maffia op Sicilië uitgeroeid.
In 1932 schreef hij zijn memoires. Vijf jaar later uitte hij openlijk zijn bezorgdheid over Mussolini's nieuwe alliantie met Adolf Hitler, en vanaf dat moment werd hij geïsoleerd binnen de fascistische partij. Hij trok zich terug in Udine in 1941 en een jaar later stierf hij.

## Varia
De film Il prefetto di ferro van Pasquale Squitieri uit 1977 handelt over zijn Siciliaanse periode, alsook het boek Il giorno della civetta van Leonardo Sciascia.